# Avinguda del Paral·lel
L'Avinguda del Paral·lel è una strada di Barcellona che va dai Drassanes Reials de Barcelona a Plaça d'Espanya. Il tracciato della strada coincide con quello di un parallelo terrestre, il parallelo 41°22'34" nord, da cui deriva il suo nome. Separa il quartiere del Poble-sec dalla Ciutat Vella, a cui si collega tramite il Carrer Nou de la Rambla, e dall'Eixample, a cui si collega tramite la Ronda di Sant Antoni e rappresenta uno degli assi di collegamento urbano principali.
La strada è stata inaugurata ufficialmente l'8 ottobre 1894 dopo l'abbattimento del baluard del Rei, ovvero il tratto delle mura medievali che affiancavano i Drassanes. Ha avuto diversi nomi, ma è sempre stata conosciuta come Paral·lel:
- dal 1874: Avenida del Marqués del Duero
- dal 1932: Avinguda de Francesc Layret
- dal 1939: Avenida del Marqués del Duero
- dal 1979: Avinguda del Paral·lel.

## Il Paral·lel come strada del tempo libero
Il Paral·lel è stato un luogo di spettacolo e tempo libero dalla fine del XIX secolo fino agli anni settanta del 1900. In un tratto della via non superiore ai 200 metri di lunghezza per 50 metri di larghezza, si concentrano un gran numero di teatri, cabaret e altri luoghi di spettacolo. Tra gli edifici più importanti, si ricorda il Teatro Arnau, ora chiuso. Vi sono diversi teatri ancora in attività: il Teatro Apollo, il Teatre Victoria, il Teatro Condal, il BARTS e El Molino.

### Sale di spettacoli e tempo libero

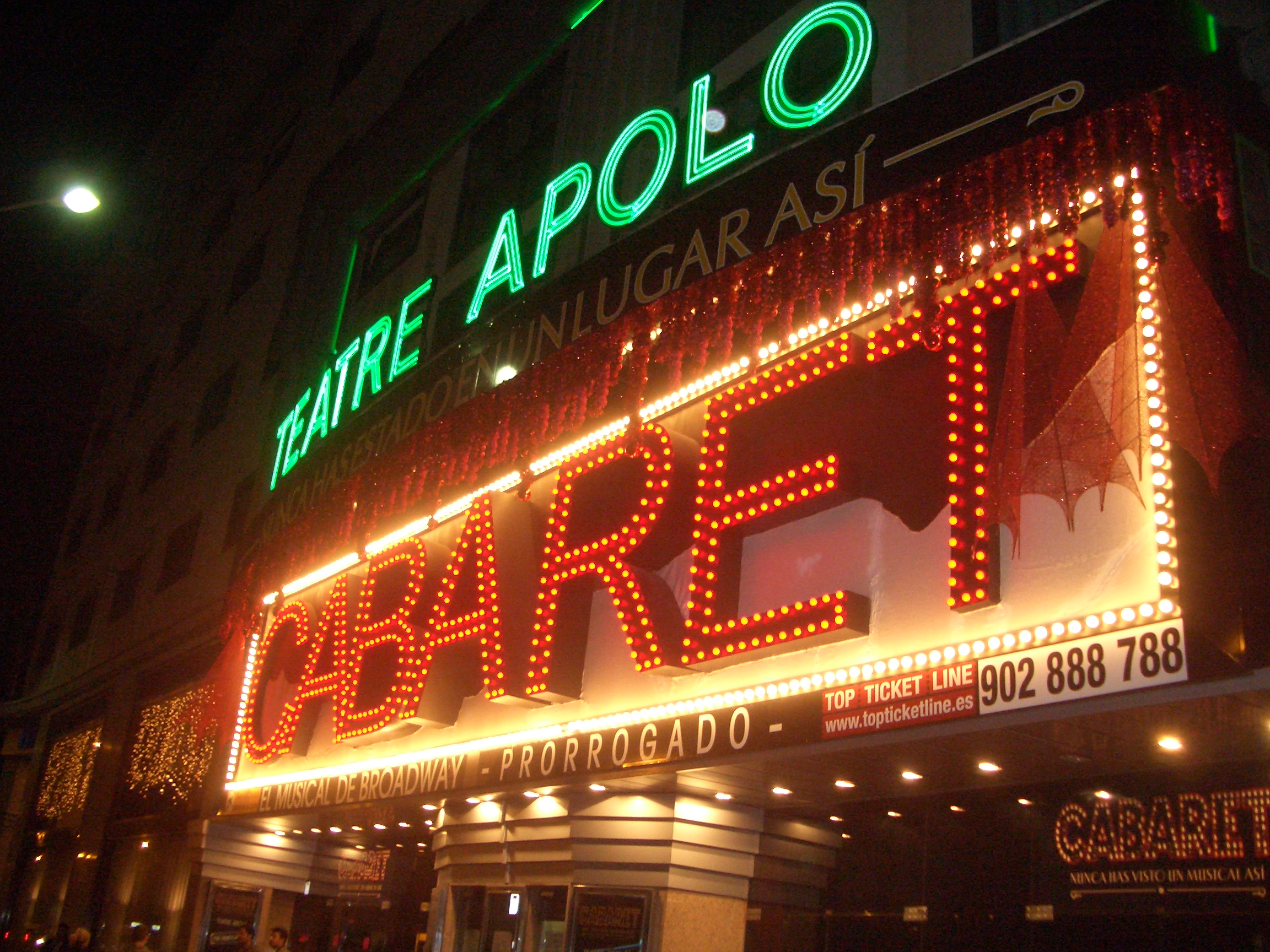
L'insegna del Teatre Apolo sul "Paral·lel"

#### Teatri
- Gran Teatre Espanyol (1892, chiuso nel 1980 e convertito in discoteca (Studio 54, a sua volta chiusa nel 1997). È tornato in attività come teatro nel 2010 con il nome di Artèria Paral·lel e poi dal 2012 come BARTS)
- Teatro Arnau (1894-2004), chiuso
- Teatro Olímpia (1900-1909), demolito
- Teatro Talia (1900-1987), demolito
- Teatro Apollo (1901, in attività, è un edificio nuovo)
- Teatro Nou (1901-1988), scomparso, dopo essere stato usato come cinema (il Nuevo Cinerama)
- Teatro Condal (1903), in attività, in una nuova sala
- Teatre Victoria (1905), in attività, in una nuova sala
- Teatro Còmic (1905-1962), scomparso
- Teatro Circ Olympia (1924-1947), scomparso
- Teatro Espanya (1909-1925), all'estremo del Paral·lel che termina in Plaça d'Espanya, scomparso.

#### Music-hall
- El Molino (1910), tornato in attività dal 2010, dopo un periodo di chiusura e ristrutturazione
- Pompeia (1900-1950), scomparso
- Bataclan (circa 1902-1942), scomparso.

#### Bar
- Bar Chicago
- Gran Cafè Espanyol
- Bar Rosales

#### Sale da ballo
- El Tropezón
- Sala Apol·lo